# 't Zand 2

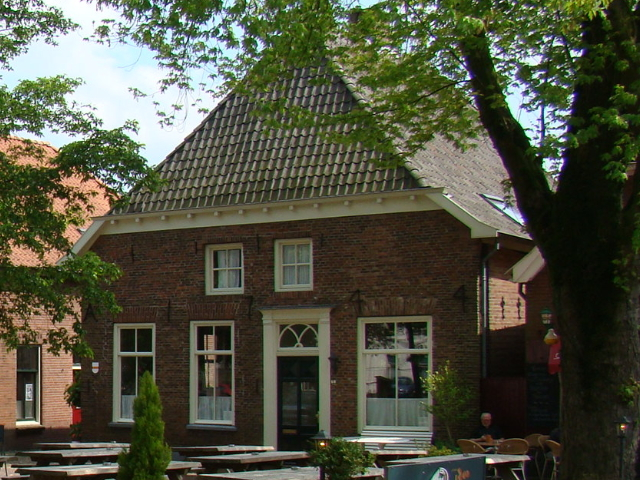
Zand 2

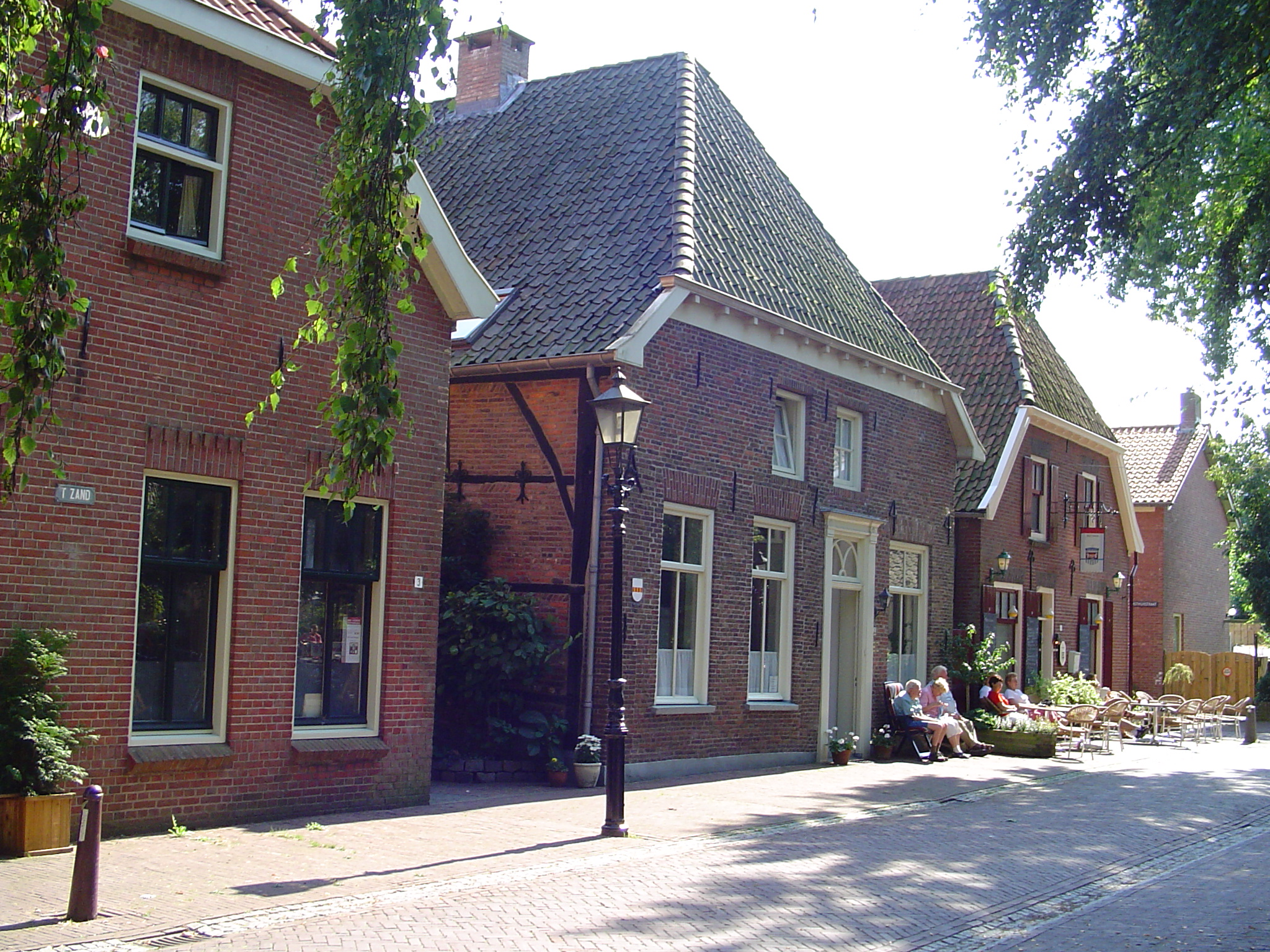
Zand 2

 't Zand 2 is een rijksmonument aan 't Zand in Bredevoort.

## Bouwkundige kenmerken
Het is een huis onder een hoog wolfsdak met in de voorgevel muurankers met het jaartal: 1744. Het heeft een deuromlijsting met gecanneleerde pilasters, hoofdgestel en bovenlicht. In de zijgevel een vakwerkmuur, het huis staat gebouwd op gewelven die waarschijnlijk ouder zijn dan het huis zelf.

## Geschiedenis
Dit huis is gebouwd op de plek die rond 1606 vrij kwam toen de kasteelgracht hier gedempt werd. Waarschijnlijk is het eerste huis op deze plek omstreeks 1618 gebouwd, want het blok huizen komt niet voor op een lijst uit 1616, maar wel op een lijst uit 1620. Toen was het in het bezit van Jan te Bockel, die twee brandemmers had. Waarschijnlijk werd dit huis beschadigd in 1646 tijdens de kruittorenramp waarbij het nabijgelegen Kasteel Bredevoort ontplofte. In 1659 verkopen Jan te Bockels kinderen hun ouderlijk huis. Sinds 2011 is in het pand de "Museum stenenwinkel Bertram" gevestigd. Het huis wordt nu bewoond door de Familie Van der Sligte.

## Bron
- Informatie over rijksmonumentnummer 6873
- Henk Ruessink, Ordnong der rotten und emmers - 12 Febr. 1620, Gemeentearchief Aalten, Archief Drost en Geerfden van Bredevoort - Inv.nr. 38
- Henk Ruessink, Settunge tott reparatie und Nottrufft der beijden gemeinen Putten 7 May: 1616., Gemeentearchief Aalten, Archief Drost en Geërfden van Bredevoort, Inv.nr.167
- Gelders Archief, Oud Rechterlijk Archief Bredevoort, inv.nr. 421 fol. 33 d.d. 29 november 1659.
- filmaalten.nl

't Boerderi'jken · Bouwhuis Wever · De Prins van Oranje · Eskes · Grote Gracht · Hozenstraat 16 · Kerkstraat 13 · Kuupershuusken · Landstraat 10 · Markt 1 · Markt 5 · Markt 7 · Misterstraat 85 · Sint Bernardus · Sint-Joriskerk · Vestingpark · 't Zand 2